# 哈利法克斯市政厅
哈利法克斯市政厅（Halifax City Hall）是加拿大新斯科舍省哈利法克斯的市政府所在地，位于历史悠久的阅兵场（Grand Parade）的北端。它是由建筑师爱德华·埃利奥特设计, 建于1887-1890年, 是新斯科舍省最大、最古老的公共建筑之一。这是一座折衷主义的纪念性建筑，向公众开放。它是用奶油色和红色砂岩砌筑，底层和钟楼则使用花岗岩。七层的钟楼南北两侧都有钟面。北面的钟固定在9点4分，以纪念1917年的哈利法克斯爆炸。1997年列为 加拿大国家历史遗产。